# Ортадересинский сельский округ
Ортадересинский сельский округ (каз. Ортадересін ауылдық округі) — административная единица в составе Актогайский район Карагандинской области Казахстана. Административный центр — село Орта-Дересин.
Население — 743 человека (2009; 913 в 1999, 1371 в 1989).
По состоянию на 1989 год существовал Ортадересинский сельский совет (села Басдересин, Каработа, Ортадересин, поселка Акжайдак, Ортадересин) ликвидированного Приозёрного района. В 2007 году было ликвидировано село Каработа.

## Состав
В состав округа входят такие населённые пункты:
| Населённый пункт                  | население, человек (1989) | население, человек (1999) | население, человек (2009) |
| --------------------------------- | ------------------------- | ------------------------- | ------------------------- |
| Акжайдак, село                    | 270                       | 197                       | 206                       |
| Баладересин, село                 | 27                        | -                         | -                         |
| Каработа, село                    | 77                        | 26                        | -                         |
| Орта-Дересин, село                | 890                       | 616                       | 388                       |
| Орта-Дересин, станционный поселок | 107                       | 74                        | 149                       |